# Мазури (Лодзинське воєводство)
Мазури (пол. Mazury) — село в Польщі, у гміні Белхатув Белхатовського повіту Лодзинського воєводства. Населення — 263 особи (2011)
У 1975-1998 роках село належало до Пйотрковського воєводства.

## Демографія
Демографічна структура станом на 31 березня 2011 року:
|          | Загалом | Допрацездатний вік | Працездатний вік | Постпрацездатний вік |
| -------- | ------- | ------------------ | ---------------- | -------------------- |
| Чоловіки | 129     | 28                 | 91               | 10                   |
| Жінки    | 134     | 30                 | 87               | 17                   |
| Разом    | 263     | 58                 | 178              | 27                   |